# Wybory parlamentarne w Niemczech w 1969 roku
Wybory do niższej izby parlamentu Republiki Federalnej Niemiec (Bundestagu), odbyły się 28 września 1969 roku. Zerwana została tak zwana Wielka koalicja pomiędzy SPD a CDU/CSU. Willy Brandt został przy poparciu FDP pierwszym socjaldemokratycznym kanclerzem w powojennej historii Niemiec.

## Wyniki wyborów
| Partia                                  | Głosy      | %      | Zmiana | Miejsca | Zmiana | % miejsc |
| --------------------------------------- | ---------- | ------ | ------ | ------- | ------ | -------- |
| Sozialdemokratische Partei Deutschlands | 14 065 716 | 42,67% | +4,12% | 224     | +22    | 45,2%    |
| Freie Demokratische Partei              | 1 903 422  | 5,77%  | -3,55% | 30      | -19    | 6,0%     |
| Christlich-Demokratische Union          | 12 079 535 | 36,64% | -1,4%  | 193     | -3     | 38,9%    |
| Christlich-Soziale Union                | 3 115 652  | 9,45%  | -0,2%  | 49      | +0     | 9,9%     |
| Inne partie                             | 1 801 699  | 5,47%  |        | 0       |        | 0,0%     |
| Razem                                   | 32 966 024 | 100,0% |        | 496     | +0     | 100,0%   |